# Lehmshof
Die Hofschaft Lehmshof ist ein Ortsteil der Gemeinde Lindlar, Oberbergischen Kreis im Regierungsbezirk Köln in Nordrhein-Westfalen (Deutschland). Bis 1975 gehörte sie zur Gemeinde Overath, heute ist Lehmshof ein Ortsteil des Kirchdorfs Hohkeppel.

## Lage und Beschreibung
Lehmshof liegt an der Grenze zum Rheinisch-Bergischen Kreis südwestlich von Lindlar. Der Wohnplatz ist über die Landesstraße 84, die als Laurentiusstraße durch Hohkeppel führt, zu erreichen.

## Geschichte
Lehmshof war bis zum 19. Jahrhundert Teil der Honschaft Vilkerath im Kirchspiel Overath. 1775 erscheint der Ort auf dem Okularplan der loci quaestionis zwischen Gerhard Hamm und Joh. Heinrich Müller zu Hohkeppel im Overath des vereideten Landmessers J.H. Schlieper unter der Bezeichnung Der Leimmes- oder Des Gerhard Hammes Hoff. Der Ort ist ab der Preußischen Neuaufnahme von 1892 als Lehmshof verzeichnet. Direkt am Hof verlief die Grenze zwischen den Kirchspielen Overath und Hohkeppel.
Der Ort lag an der Heidenstraße, einer bedeutenden mittelalterlichen Altfernstraße von Köln über Kassel nach Leipzig. Die heutige Landesstraße 84 folgt der Trasse des alten Höhenwegs durch Hohkeppel.
1822 lebten 13 Menschen im als Hof kategorisierten und Leimshof bezeichneten Ort, der nach dem Zusammenbruch der napoleonischen Administration und deren Ablösung zur Bürgermeisterei Overath im Kreis Mülheim am Rhein gehörte. Für das Jahr 1830 werden für den als Leimshof bezeichneten Ort keine Einwohner angegeben. Der 1845 laut der Uebersicht des Regierungs-Bezirks Cöln als Hof kategorisierte und als Leimshof bezeichnete Ort besaß zu dieser Zeit vier Wohngebäude mit 16 Einwohnern, alle katholischen Bekenntnisses.
Die Gemeinde- und Gutbezirksstatistik der Rheinprovinz führt Lehmshof 1871 mit fünf Wohnhäusern und 25 Einwohnern auf. Im Gemeindelexikon für die Provinz Rheinland von 1888 werden für Lehmshof fünf Wohnhäuser mit 28 Einwohnern angegeben. 1895 besitzt der Ort vier Wohnhäuser mit 17 Einwohnern und gehörte konfessionell zum katholischen Kirchspiel Hohkeppel, 1905 werden acht Wohnhäuser und 50 Einwohner angegeben.
Aufgrund § 14 des Köln-Gesetzes wurden 1975 zwecks Grenzberichtigungen (die Gemeindegrenze verlief zuvor auf der Landesstraße 84 mitten durch Hohkeppel) mehrere Overather Außenorte in die Gemeinde Lindlar umgemeindet, darunter auch Lehmshof.